# Gijang
Gijang est un district de la ville de Busan situé entre Haeundae et Ulsan en Corée du Sud.

## Démographie
La population du district a augmenté de façon constante depuis 1990, où elle s'établissait à 56 847. Elle atteignait, en 2011, 103 784 habitants, et une densité de 476 hab./km2.

## Histoire
Gijang apparaît la première fois sous son nom actuel dans les annales de l'an 757, pendant la Période Silla. À cette époque a été créé le hyeon de Gijang, une division du district de Dongnae. Cette division est indiquée dans le Samguk Sagi.
Plusieurs repères historiques se trouvent dans le district, tels que le temple bouddhiste de Jangansa construit par Wonhyo au VIIe siècle, la forteresse de Gigang du XIVe siècle, et une forteresse japonaise datant de la Guerre Imjin en 1590.

## Géographie
Gijang est le plus rural des districts de Busan et se compose principalement de terrains vacants et agricoles. Environ 156,7 des 217,9 kilomètres carrés sont non utilisés ou sont des forêts. Le terrain est principalement vallonné.

## Attractions touristiques

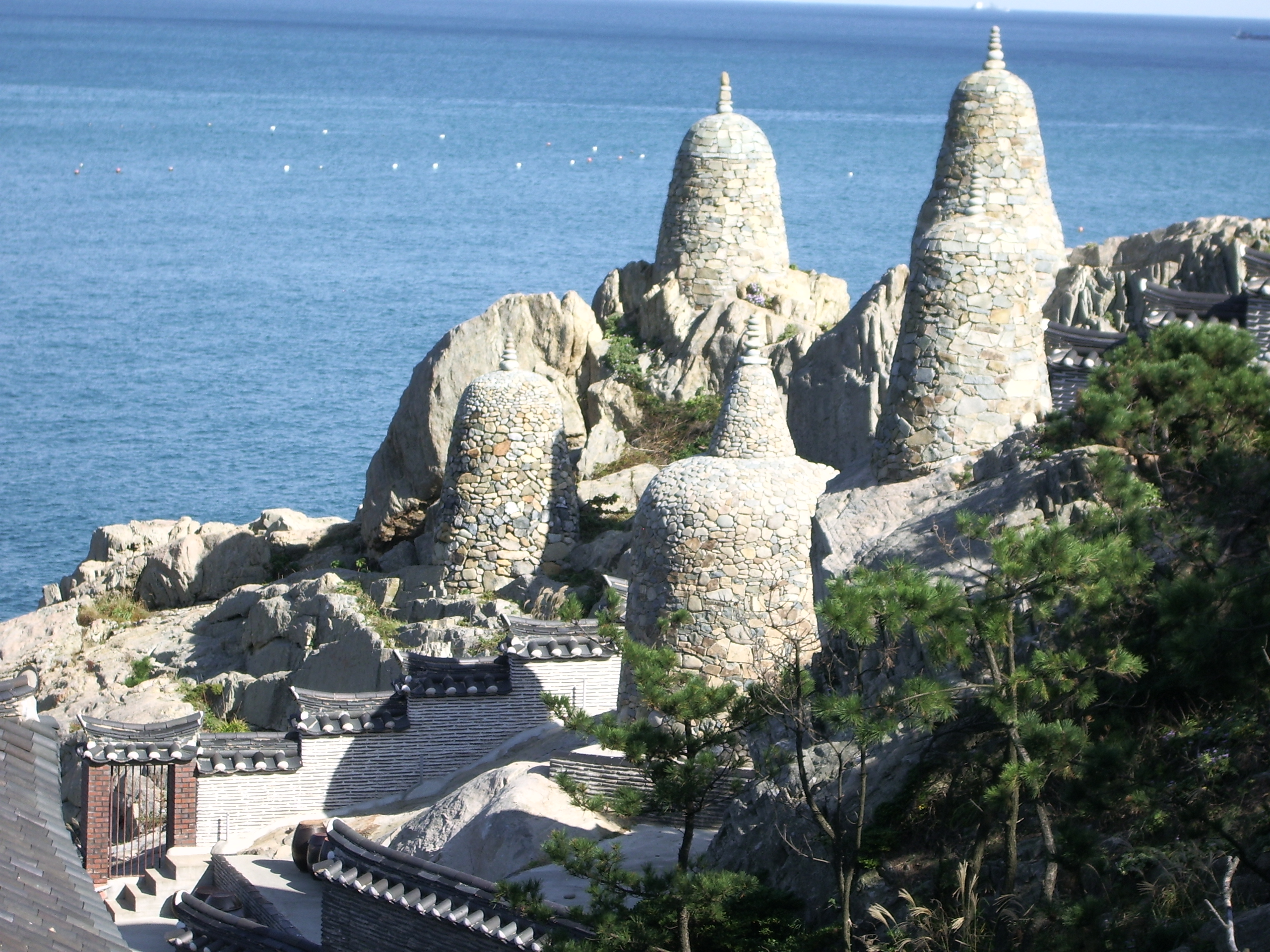
Haedong Yonggungsa.

### Temples Bouddhistes
- Le Temple de Jangansa avait été brulé pendant la guerre Imjin, mais il a été remanié en l'an 8 de l'ère Injo (1631), puis reconstruit par le grand prêtre Tae Ur en 1639, et encore une fois en l'an 5 de l'ère Hyojong, Wonjong, Hangneung.
- Le Temple Haedong Yonggung est singulièrement situé au bord de la mer du Japon alors qu'habituellement les temples sont enracinés profondément dans les montagnes.
- Le Temple d'Anjeoksa qui avait été détruit lors de la guerre Imjin détient la peinture de Jijangsiwang qui est le bien culturel numéro 29 sur la liste de la municipalité et la peinture de Amita Geungnak Hoesangdo.

### Les 8 attractions de Gijang
- Dareumsan est une montagne imposante située au milieu du Gijang-gun et le premier site pittoresque sur la liste des huit attractions de Gijang.
- Jukdo est une petite île proche du village de Yeonhwa-ri. C'est la seule île de Gijang. Son nom n'est pas dû à sa forme mais au bambous.
- La Plage de Ilgwang est située à Samseong-ri, Ilgwang-myeon.
- Jangansa Gyegok est une vallée partant du Temple de Jangansa sur le flanc gauche de Bulgwangsan. Cette vallée a une eau cristalline glacée où les escargots  des marais côtoient les grenouilles à ventre rouge, les écrevisses et les autres êtres vivants de ce biotope.
- Hongyeon Pokpo est une cascade située sur la rivière Ungcheon. Elle est aussi appelée Mujigae pokpo soit cascade arc-en-ciel.
- Sohakdae est une gigantesque falaise dominant Maehak-ri, Jeonggwan-myeon.
- Sirangdae sont les rochers situés près de Sirang-ri, Gijang-eup, Gijang-gun. Sirang-ri est un village côtier de la mer du Japon.
- La plage de Imnang est l'une des deux plages de Gijang. Le nom d’Imnang vient de la combinaison de la deuxième syllabe de chacun des deux mots utilisés par les gens du pays: songlim (belles forêts de pins) et parang (couleur argent vagues sous le clair de lune).

## Économie
Grâce à son emplacement le long de la côte de la mer du Japon, Gijang est connue comme un centre pour la production de divers types de fruits de mer. Il s'agit notamment des anchois et des algues brunes (miyeok).

## Éducation
Gijang accueille la nouvelle école internationale de Busan, pour laquelle le ministère de l'Éducation a dépensé 46,9 milliards de wons.